# نباتات طبية

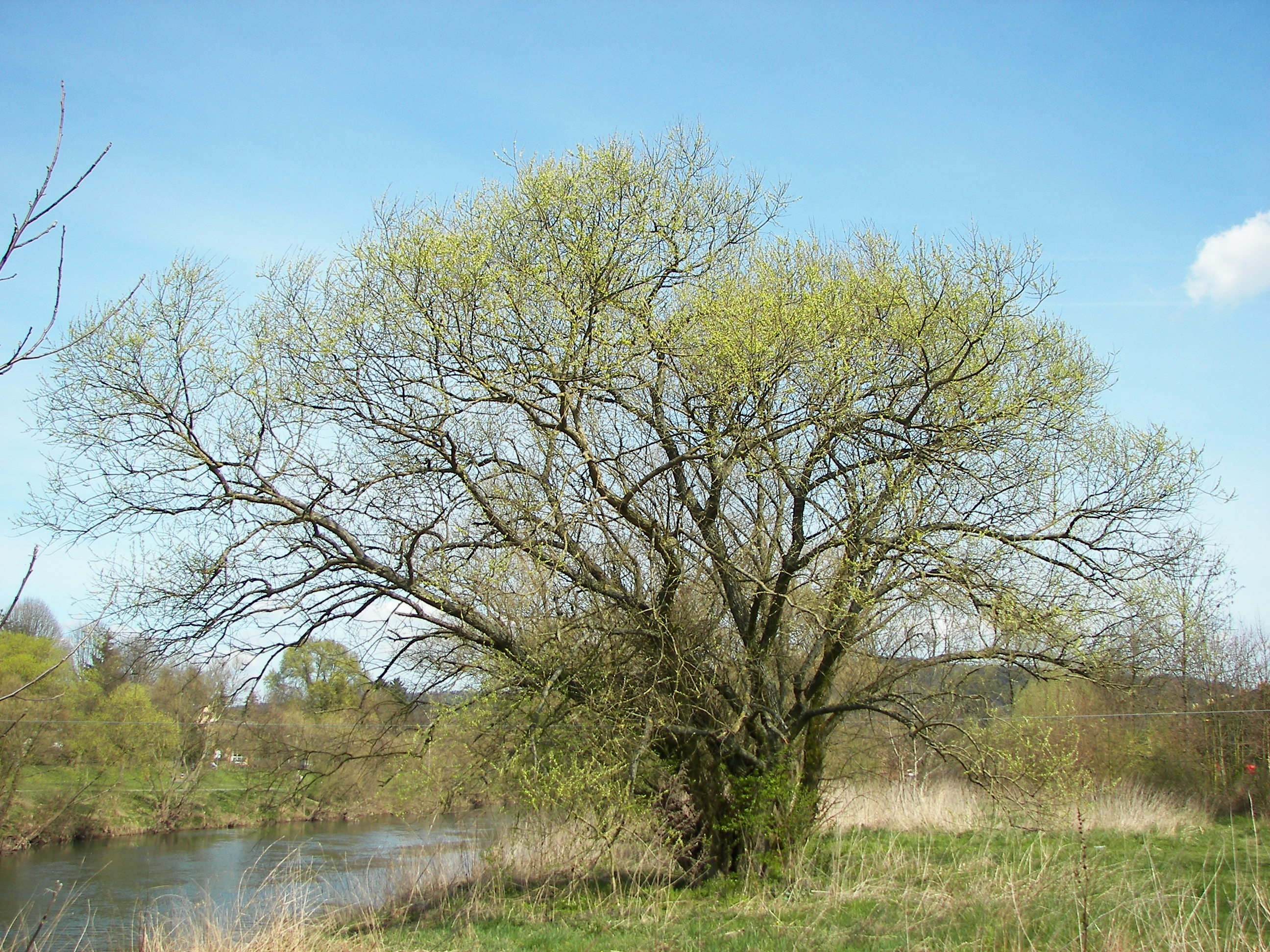
يحتوي لحاء أشجار الصفصاف على حمض الساليسيليك ، وهو المستقلب النشط للأسبرين ، وقد استخدم منذ آلاف السنين لتخفيف الألم وتقليل الحمى.

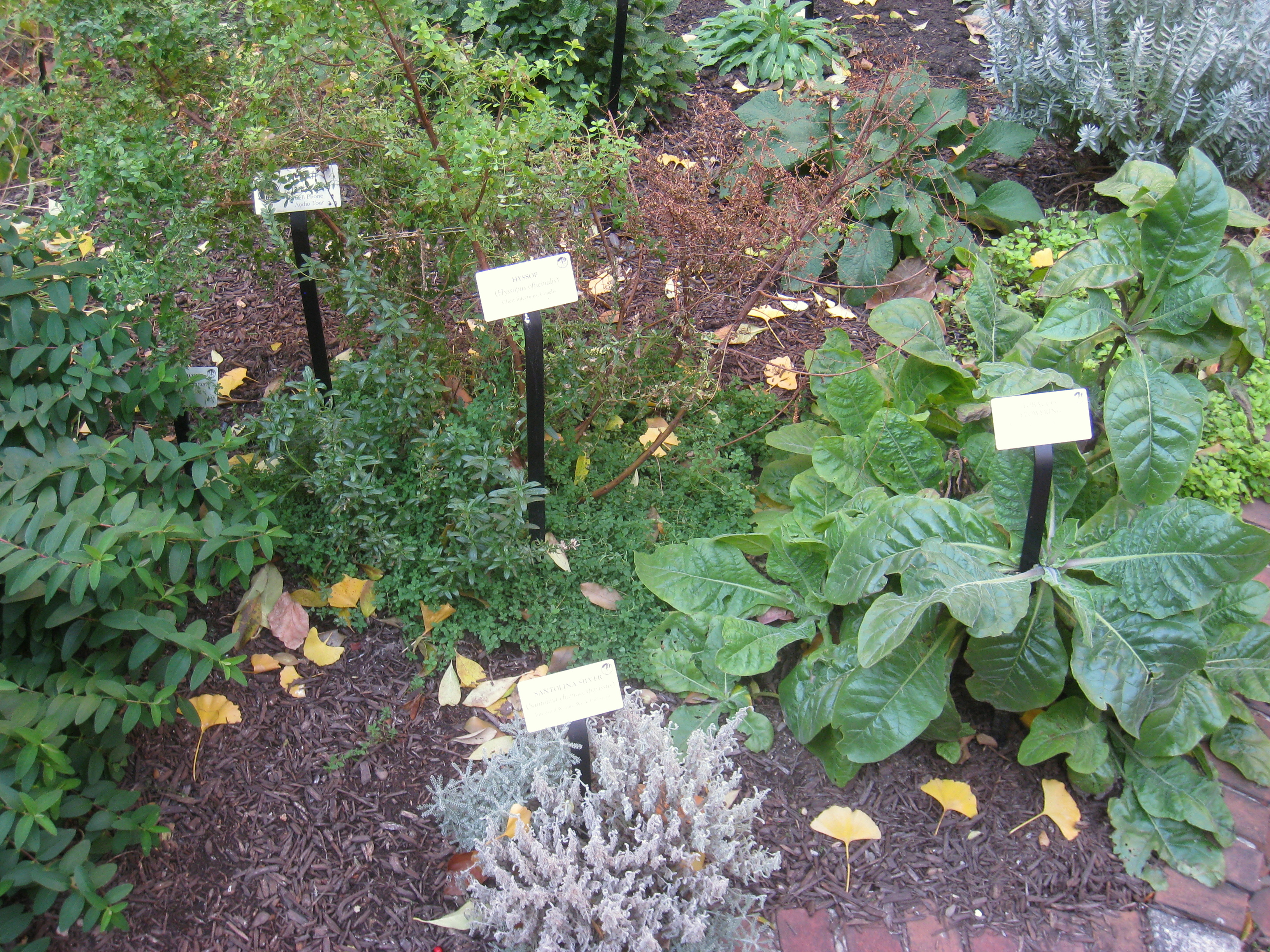
الأعشاب الطبية

اكتشفت النباتات الطبية منذ عصور ما قبل التاريخ واستخدمت في الطب التقليدي. أمكن اصطناع مئات المكونات الكيميائية من النباتات لتستخدم في مكافحة الحشرات والفطريات والأمراض والثدييات العاشبة. عُرفت العديد من المواد الكيميائية النباتية ذات النشاط الحيوي المثبت أو المحتمل، لكن امتلاك النبات الواحدة لعدد كبير من المواد الكيميائية المتنوعة جعل تأثير استخدام النبتة كاملةً قليل الفعالية، ومنع تقييم الفعاليات المتعلقة بهذه المواد الموجودة في الكثير من النباتات في الأبحاث العلمية الدقيقة الهادفة لتحديد فعاليتها وأمانها.
ذُكرت النباتات الطبية لأول مرة تاريخيًا في الحضارة السومرية، إذ أُدرجت مئات النباتات الطبية بما فيها الأفيون على الألواح الطينية في القرن الثلاثين قبل الميلاد. وصفت بردية إبيرس في مصر القديمة نحو عام 1550 ق.م ما يزيد عن 850 نبتةً طبيةً. وثق الطبيب اليوناني ديسقوريدوس الذي خدم في الجيش الروماني ما يزيد عن 1000 وصفة طبية تعتمد على ما يزيد عن 600 نبتة طبية في كتاب المقالات الخمس، وبحلول عام 60 بعد الميلاد، شكل هذا الكتاب الأساس الذي استند إليه كتاب دستور الأدوية لما يقارب 1500 عام.
اعتمد البحث الدوائي على علم النباتات الشعبي لاكتشاف النباتات الفعالة دوائيًا، وهذا أدى للكشف عن مئات المكونات المفيدة التي شملت كلًا من الأسبرين والديجوكسين والكوينين والأفيون. وُجدت هذه المكونات في أنواع مختلفة من النباتات، لكن أغلبها ينتمي إلى أربع فئات كيميائية حيوية رئيسة: شبه القلويات والغليكوسيد ومتعدد الفينول والتربينات.
تُستخدم النباتات الطبية على نحو واسع في المجتمعات غير الصناعية كونها أكثر توافرًا وأرخص سعرًا من الأدوية الحديثة. قُدرت قيمة الصادرات السنوية العالمية من آلاف الأنواع النباتية الحاملة للخصائص الدوائية بنحو 2.2 مليار دولار أميركي عام 2012، وفي عام 2017، بلغت قيمة السوق العالمي للأدوية والمستخلصات النباتية مئات مليارات الدولارات. تطبق العديد من البلدان نوعًا من اللوائح التنظيمية على الطب التقليدي، لكن منظمة الصحة العالمية تنظم شبكة تشجع على الاستخدام الآمن والمنطقي لهذه النباتات. تواجه النباتات الطبية عوامل الخطر العالمية المتمثلة في تغيرات المناخ وتدمير البئية، والعوامل النوعية مثل الجمع المفرط لتلبية احتياجات السوق.

## التاريخ

### حقبة ما قبل التاريخ
استُخدمت العديد من النباتات في المداواة في حقبة ما قبل التاريخ، ومنها العديد من الأعشاب والتوابل المستخدمة حاليًا دون أن تثبت فعاليتها بالضرورة. استخدمت التوابل لمكافحة البكتيريا المفسدة للأغذية خصوصًا في المناخ الحار وأطباق اللحوم سريعة الفساد. مثلت كاسيات البذور (النباتات المزهرة) المصدر الأصلي لأغلب النباتات الطبية، واستقرت المستوطنات البشرية غالبًا بجانب أماكن نمو الأعشاب الطبية مثل القراص والطرخشقون وحشيشة القزاز.
لم يقتصر استخدام الأعشاب الطبية على البشر، إذ ظهر هذا السلوك عند بعض الحيوانات مثل الرئيسيات غير البشرية والفراشات الملكية والأغنام التي تناولت هذه الأعشاب عند إصابتها بالمرض. تنتمي العينات النباتية المأخوذة من مواقع الدفن قبل التاريخ إلى الإثباتات الدالة على أن شعوب العصر الحجري القديم عرفوا هذه الأدوية العشبية، ومثال ذلك موقع دفن يعود لإنسان نياندرتال شمال العراق يبلغ عمره 60,000 عامًا ويُطلق عليه «شانيدار 4» أنتج كميةً كبيرةً من حبوب اللقاح من ثمانية أنواع نباتية تُستخدم سبعة منها حاليًا في العلاجات العشبية. وُجد المشروم أيضًا في الأغراض الشخصية لمومياء أوتزي التي تجمد جسدها في جبل أوتز الألب لأكثر من 5,000 سنة، والذي استخدم أيضًا لمكافحة المسلكة شعرية الذيل.

### الحقبة القديمة
في سومر القديمة، اكتشفت مئات النباتات الطبية مثل المر والأفيون مذكورةً في الألواح الطينية منذ نحو 3,000 سنة قبل الميلاد. أُدرج أكثر من 800 نبات طبي في بردية إبيرس في مصر القديمة شملت كلًا من الصبر والقنب الهندي والخروع والثوم والعرعر واليبروح. منذ الحقب القديمة وحتى الوقت الحاضر، استخدم طب أيورفيدا المذكور في نصوص أزارفيدا وريجفيدا وساسروتا سامهيتا مئات الأعشاب والبهارات الفعالة طبيًا مثل الكركم الذي يحوي مادة الكركومين. ذكر دستور الأدوية الصيني شينونغ بن تساو جينغ نباتات طبية متنوعة مثل شجرة شاولموجرا التي استخدمت في علاج الجذام والإيفيدرا والقنب، وتوسعت هذه القائمة في الرسالة البحثية في طبيعة الأعشاب الطبية «يوكسينغ لون» الصادرة في عهد سلالة تانغ الصينية.
في القرن الرابع قبل الميلاد، كتب ثاوفرسطس تلميذ أرسطو أول نص منهجي في علم النباتات البحث في النباتات، ونحو عام 60 بعد الميلاد، وثق الطبيب اليوناني ديسقوريدوس التابع للجيش الروماني أكثر من 1000 وصفة طبية تعتمد على ما يزيد من 600 نبات طبي في كتاب المقالات الخمس الذي بقي المرجع المعتمد في الأعشاب الطبية لأكثر من 1,500 عام، أي حتى القرن السابع عشر الميلادي.

### العصور الوسطى
في بداية العصور الوسطى، حافظت الأديرة البندكتية على المعرفة الطبية في أوروبا عبر ترجمة النصوص الكلاسيكية ونسخها ورعاية الحدائق العشبية. ألفت الكاتبة الألمانية هايدغارد بنجين كتاب الأسباب والعلاج في الطب، وفي العصر الذهبي الإسلامي، ترجم الباحثون العديد من النصوص اليونانية الكلاسيكية إلى اللغة العربية بما فيها أعمال دِيُسقُورِيدس مضيفين إليها ملاحظاتهم الخاصة. ازدهر علم الأعشاب في العالم الإسلامي خاصةً في بغداد والأندلس.
ألف الطبيب القرطبي الزهراوي (936-1013) «كتاب المركبات البسيطة» أو «كتاب البسطاء»، بينما ذكر ابن البيطار (1197-1248) مئات الأعشاب الطبية مثل الآقونيطن (تاج الملوك) والجوز المقيء والتمر الهندي في مجموعة البسطاء. شمل كتاب القانون في الطب لابن سينا عام 1025 بعد الميلاد العديد من النباتات الطبية، وألف أبو الريحان البيروني وابن زهر وبطرس من إسبانيا وجون من سان أماند المزيد من الدساتير الدوائية.

### بداية العصور الحديثة
شهدت بداية العصور الحديثة ازدهارًا في تصوير النباتات العشبية على امتداد أوروبا بدءًا من «كتاب الأعشاب الكبير» عام 1526. ألف جون جيرارد كتاب الأعشاب أو التاريخ العام للنباتات عام 1597 استنادًا إلى معلومات الطبيب رمبيرت دودوينز، بينما نشر نيكولاس كلبيبر مؤلفه الأدوية الإنجليزية الموسعة. وصلت العديد من النباتات الطبية إلى أوروبا جراء الاستكشاف المبكر في العصور الحديثة والتبادل الكولومبي الناجم عنه، إذ انتقلت المواشي والمحاصيل والتقنيات بين العالم القديم والأمريكيتين في القرنين الخامس عشر والسادس عشر. شملت النباتات الطبية التي وصلت إلى الأمريكيتين كلًا من الثوم والزنجبيل والكركم، بينما انتقلت القهوة والتبغ والكوكا منهما إلى باقي أنحاء العالم. في المكسيك، وصفت مخطوطة باديانوس «الكتاب المختصر في الأعشاب الطبية» في القرن السادس عشر النباتات الطبية الموجودة في أمريكا الوسطى.

### القرن التاسع عشر والقرن العشرون
تغيرت أهمية النباتات في الطب جذريًا في القرن التاسع عشر بعد تطبيق تقنيات التحليل الكيميائي. عُزلت أشباه القلويات من سلالات النباتات الطبية بدايةً من المورفين المستخلص من الخشخاش عام 1806 الذي تلاه عرق الذهب والإسطركن عام 1817، وأُنتج الكوينين من شجرة الكينا ثم من العديد من النباتات الأخرى لاحقًا. اكتشفت أصناف جديدة من المواد الفعالة دوائيًا في النباتات الطبية مع تطور علم الكيمياء، وبدأ استخلاص أشباه القلويات (ومنها المورفين) تجاريًا في شركة ميرك جروب عام 1826. بدأ اصطناع المادة الدوائية التي اكتشفت في النباتات الطبية من حمض السالسيليك لأول مرة عام 1853. مع نهاية القرن التاسع عشر، بدأ علم الأدوية بمعارضة استخدام النباتات الطبية لأن الإنزيمات غالبًا ما تعدل نشاط المكونات الدوائية عند تجفيفها، واتجه نحو استخدام القلويات والغليكوسيدات المستخلصة من المادة النباتية. حافظت الأدوية المكتشفة من النباتات الطبية على أهميتها خلال القرن العشرين والحادي والعشرين، واكتشفت أدوية مهمة مضادة للسرطان من شجرة الطقسوس وونكة مدغشقر.